# Torula sporendonema
Torula sporendonema är en svampart som beskrevs av Berk. & Broome 1850. Torula sporendonema ingår i släktet Torula, divisionen sporsäcksvampar och riket svampar.   Inga underarter finns listade i Catalogue of Life.